# Landiolol
 (août 2025).
Le landiolol, vendu sous le nom de marque Rapibloc, est un médicament utilisé pour le traitement de la tachycardie, de la fibrillation auriculaire et du flutter auriculaire, principalement au bloc opératoire,. C'est un bêta-bloquant;  un antagoniste adrénergique intraveineux à action ultra courte et  très fortement sélectifs des récepteurs β1. Il diminue efficacement la fréquence cardiaque avec moins d'effet négatif sur la pression artérielle ou la contractilité myocardique, par rapport aux autres bêta-bloquants. Le landiolol a la demi-vie d'élimination la plus courte (3 à 4 minutes) de sa classe, avec un début d'effet ultra-rapide: la fréquence cardiaque commence à diminuer immédiatement après la fin de l'administration. Son efficacité est prévisible, notamment car ses métabolites sont inactifs. La fréquence cardiaque revient aux niveaux de base 30 min après la fin de l'administration de chlorhydrate de landiolol. 
Il est théorisé que la structure énantiomère S pure du landiolol entraîne moins d'effets secondaires hypotenseurs que les autres bêtabloquants. Cela a un impact positif sur le traitement des patients lorsqu'une réduction de la fréquence cardiaque sans diminution de la pression artérielle est souhaitée. Il est utilisé en tant que sel de chlorhydrate de landiolol.
Le landiolol a été approuvé pour un usage médical au Japon en 2002, en France en juillet 2018, au Canada en novembre 2023 et aux États-Unis en novembre 2024,.